# Esgrima als Jocs Olímpics d'estiu de 1904 - Floret per equips
La competició de floret per equips masculí va ser una de les proves d'esgrima que es va disputar als Jocs Olímpics de Saint Louis de 1904. Aquesta era la primera vegada que es disputava aquesta prova en unes Olimpíades. La prova es va disputar el 8 de setembre de 1904, i hi van prendre part 2 equips formats per 3 tiradors cadascun. La nacionalitat dels participants és confusa i en algunes competicions diferents tiradors són anotats amb dues nacionalitats diferents.

## Medallistes
| Or                                                             | Plata                                                   | Bronze     |
| Equip mixt · Ramón Fonst · Albertson Van Zo Post · Manuel Díaz | Estats Units Charles Tatham Charles Townsend Arthur Fox | no n'hi ha |

## Resultats

### Final
Cadascun dels tres tiradors d'un equip s'enfrontava als tiradors de l'altre equip. L'equip mixt fou el vencedor per 7 victòries contra 2 derrotes.
| Posició | Nom          | Victòries | Derrotes |
| ------- | ------------ | --------- | -------- |
| Or      | Equip mixt   | 1 (7)     | 0 (2)    |
| Plata   | Estats Units | 0 (2)     | 1 (7)    |